# Cerro Tijtin
Cerro Tijtin är ett berg i Bolivia.   Det ligger i departementet Potosí, i den sydvästra delen av landet, 300 km sydväst om huvudstaden Sucre. Toppen på Cerro Tijtin är 4 220 meter över havet.
Terrängen runt Cerro Tijtin är kuperad åt sydost, men åt nordväst är den bergig. Trakten runt Cerro Tijtin är nära nog obefolkad, med mindre än två invånare per kvadratkilometer.. 
Omgivningarna runt Cerro Tijtin är i huvudsak ett öppet busklandskap.